# ایت بلال
ایت بلال (به فرانسوی: Ait Blal) یک منطقهٔ مسکونی در مراکش است که در تادله ازیلال واقع شده‌است.

## خصوصیات
ایت بلال ۶٬۷۴۰ نفر جمعیت دارد.